# CRS Racing
CRS Racing is een Brits autosportteam.
Het team is in 2004 opgericht als Team AKA door Andrew Kirkaldy, voordat in 2007 de Canadees-Griekse ondernemer Chris Niarchos, oprichter van de Cobra Group, zich meldde als sponsor bij het team.

## Carrière

### GP3

#### 2010
In 2010 gaat CRS deelnemen aan de nieuwe GP3 Series in samenwerking met Atech. Met als coureurs Patrick Reiterer, Roberto Merhi (vanaf de derde ronde de vervanger van Reiterer), Oliver Oakes en Vittorio Ghirelli wist het team op een zevende plaats in het constructeurskampioenschap te eindigen. Merhi behaalde het beste resultaat van het team, hij behaalde twee keer een tweede plaats in Valencia en op Spa-Francorchamps. Merhi eindigde als zesde in het kampioenschap als enige CRS-coureur die punten scoorde, Oakes eindigde op de 28e plaats met als beste resultaat een achtste plaats op Silverstone, Reiterer eindigde als 33e met als beste resultaat een veertiende plaats op Istanbul Park en Ghirelli eindigde op een 34e plaats met als beste resultaat een vijftiende plaats op de Hockenheimring.

#### 2011
In 2011 neemt CRS opnieuw deel aan de GP3 in samenwerking met Atech, met als coureurs Marlon Stöckinger, Nick Yelloly en Zoël Amberg. Yelloly was de enige CRS-coureur die punten wist te scoren, met een derde en een zesde plaats in de rondes op Silverstone. Hij eindigde daarmee op de 21e plaats in kampioenschap. Amberg eindigde op de 28e plaats met als beste resultaat een tiende plaats in Barcelona. Stöckinger eindigde als 29e met als beste resultaat ook een tiende op Spa-Francorchamps. Het team eindigde op de tiende en laatste plaats in het constructeurskampioenschap met zeven punten.

#### 2012
In 2012 gaat het derde jaar van de samenwerking tussen CRS en Atech in in de GP3. De enige bevestigde coureur tot nu toe is Ethan Ringel.